# NGC 5166B
NGC 5166B (другие обозначения — MCG 5-32-27, ZWG 161.64, PGC 47268) — спиральная галактика (Sb) в созвездии Гончие Псы.
Этот объект не входит в число перечисленных в оригинальной редакции «Нового общего каталога» и был добавлен позднее.